# Xiangornis
Xiangornis is een geslacht van uitgestorven vogels uit het Vroeg-Krijt van het huidige China, behorend tot de groep van de Enantiornithes. De enige benoemde soort is Xiangornis shenmi.
In 2005 werd een vogelskelet gevonden bij Dapingfang in de prefectuur Chaoyang, in het westen van Liaoning.
De soort is in 2012 benoemd en beschreven door Hu Dongyu, Xu Xing, Hou Lianhai en Corwin Sullivan. De geslachtsnaam is afgeleid van het Chinees xiáng, 翔, 'onbelemmerde vlucht', en het Oudgrieks ὄρνις, ornis, 'vogel'. De soortaanduiding is het Chinees shén mì, 神 秘, 'mysterieus', een verwijzing naar de raadselachtige combinatie van kenmerken.
Het holotype PMOL-AB00245 is gevonden in een laag van de Jiufotangformatie die dateert uit het Aptien, ongeveer 120 miljoen jaar oud. Het bestaat uit een linkervleugel en de aangrenzende delen van de schoudergordel en het borstbeen. Het fossiel is platgedrukt op een steenplaat en sommige botten zijn tamelijk zwaar beschadigd.
De beschrijvers stelden een unieke combinatie van kenmerken vast. Bij het ravenbeksbeen buigt de processus acriomialis naar het midden. De bovenkant van het opperarmbeen is bol. De carpometacarpus bestaat uit een zowel aan de bovenkant als onderkant volledig vergroeide pols en middenhand. Het eerste middenhandsbeen heeft de vorm van een korte alula met een lengte van maar een zesde van het tweede middenhandsbeen. De alula is volledig met dat tweede middenhandsbeen vergroeid. De alula heeft een richelvormig uitsteeksel voor de pees van de strekkende spier. De opening tussen het tweede en derde middenhandsbeen ligt lager dan de alula. 
Het ravenbeksbeen heeft de vorm van een beenstijl die tweemaal zo lang als breed is en is vergroeid met het schouderblad. Van het borstbeen zijn beide helften naadloos vergroeid. Het opperarmbeen heeft een deltopectorale kam die vrij laag geplaatst is. In de pols is het halvemaanvormige handwortelbeentje meer naar de buitenzijde geplaatst, van het lichaam af.
Xiangornis is door de beschrijvers in de Enantiornithes geplaatst. Kenmerken die met die groep gedeeld worden omvatten: een duidelijk vergroot uitsteeksel op het vorkbeen, een ravenbeksbeen met een bolle zijkant, en een derde middenhandsbeen dat verder uitsteekt dan het tweede. Opmerkelijk genoeg toont het dier, hoewel veel ouder, ook kenmerken van afgeleide Ornithurae sensu Chiappe: het korte eerste middenhandsbeen; de met het tweede middenhandsbeen vergroeide alula; een lang uitsteeksel op die alula voor de pees van de strekkende spier; een derde en tweede middenhandsbeen die bovenaan en onderaan vergroeid zijn, en een opening tussen het tweede en derde middenhandsbeen die lager ligt dan de alula. Deze eigenschappen zouden in een proces van parallelle evolutie ontwikkeld zijn.